# Первичная организация КПСС
Первичная организация КПСС (разг. «парторганизация») — первичное отделение КПСС, в 1919—1934 гг. называлась «ячейка». Создавались по месту работы, учёбы или службы.

## Руководство

### Общее собрание первичной организации КПСС
Общее собрание первичной организации (разг. «партсобрание») — высший орган, состояло из всех членов первичной организации. В условиях запрета внутри КПСС фракций являлось не органом представительства членов партии, а инструментом реализации власти её руководящих органов, а оно само только утверждало проекты решений которые рекомендовало бюро. 

### Бюро первичной организации КПСС
Бюро первичной организации (разг. «партбюро») — высший орган между общими собраниями первичной организации КПСС, состоявшее их секретаря первичной организации КПСС и членов бюро первичной организации КПСС. В условиях запрета внутри КПСС фракций избрание членов бюро первичной организации и секретаря первичной организации сводились к утверждению кандидатов рекомендованных сами же бюро. 

## Руководство малочисленной первичной организации
- общее собрание первичной организации;
- секретарь первичной организации[1].

## Территориальные первичные организации КПСС
Территориальные первичные организации КПСС — первичные отделения КПСС создававшиеся по месту жительства (при уличкомах, домкомах, жилищных кооперативах и сельсоветах). Объединяли состоявших в КПСС пенсионеров, домохозяек и пр.